# Promajna
Promajna je vesnice a součást opčiny Baška Voda v Chorvatsku v Splitsko-dalmatské župě. Nachází se 2 km jihovýchodně od Bašky Vody a asi 7 km severozápadně od Makarské.

## Historie
Osada, situovaná pod Jadranskou magistrálou, vznikla jako rybářská a zemědělská osada v 17. století. Název vznikl z přírodního úkazu - nezvykle rychlého východu slunce, které vychází zpoza vysoké hory nad osadou později, než v okolních lokalitách. Rychlý východ slunce a s ním spojené oteplení způsobuje přeměnu - Promajna.

## Turismus
Osada patří mezi menší a klidnější turistická střediska Makarské riviéry. Je umístěná pod Biokovem mezi piniovými lesy. Oblázková pláž lemuje celou zátoku střediska a od Bašky Vody až do sousedního Bratuš vede pobřežím chodník. Na promenádě je několik restaurací, kaváren, butiků, pošta, směnárna a malý park.
Během turistické sezóny jsou ve středisku nabízeny atrakce - skluzavky, trampolíny, šlapadla, skútry, čluny, výlety lodí, nafukovací trampolíny a lezecké "skály" na vodě.

## Galerie

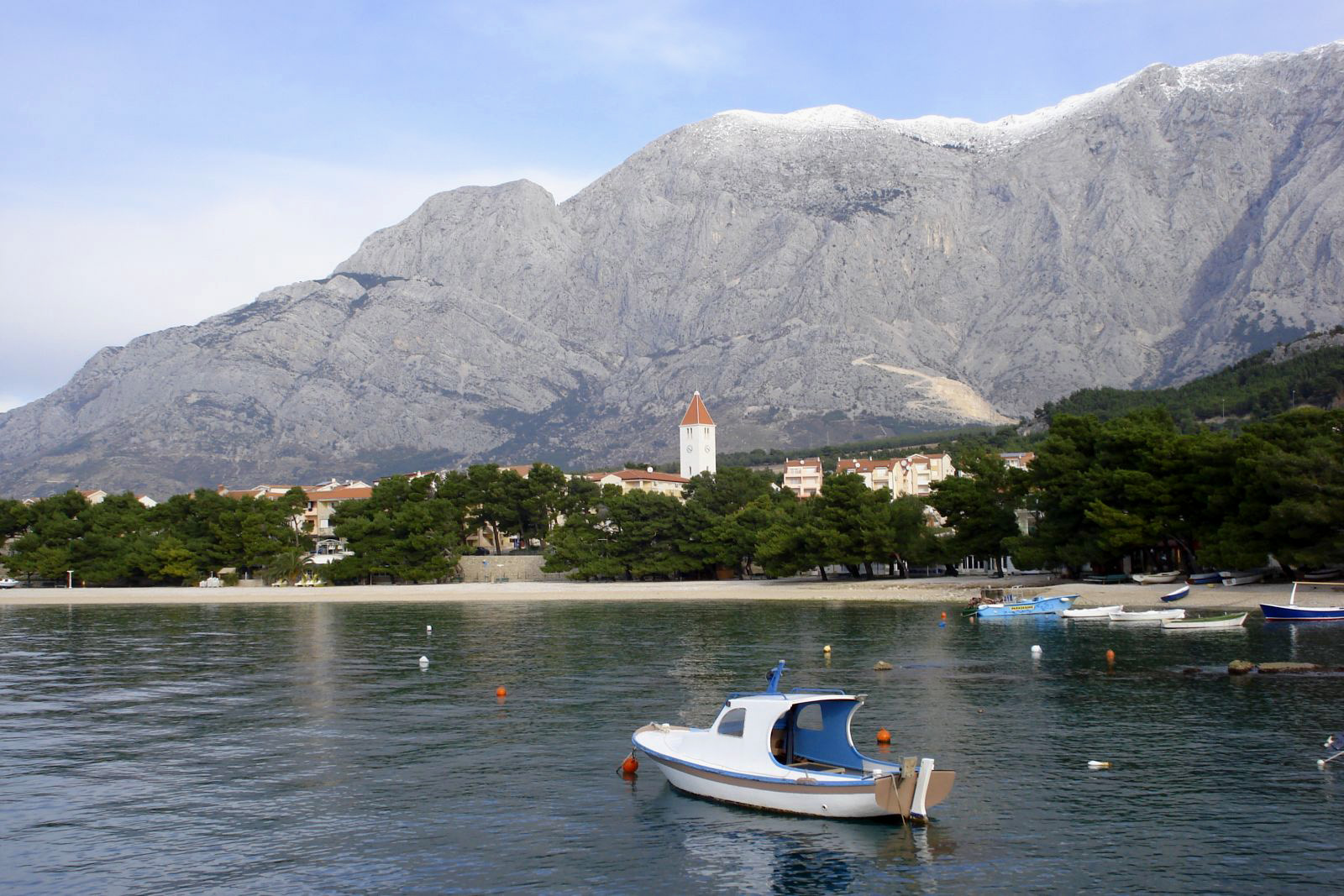
Promajnská zátoka
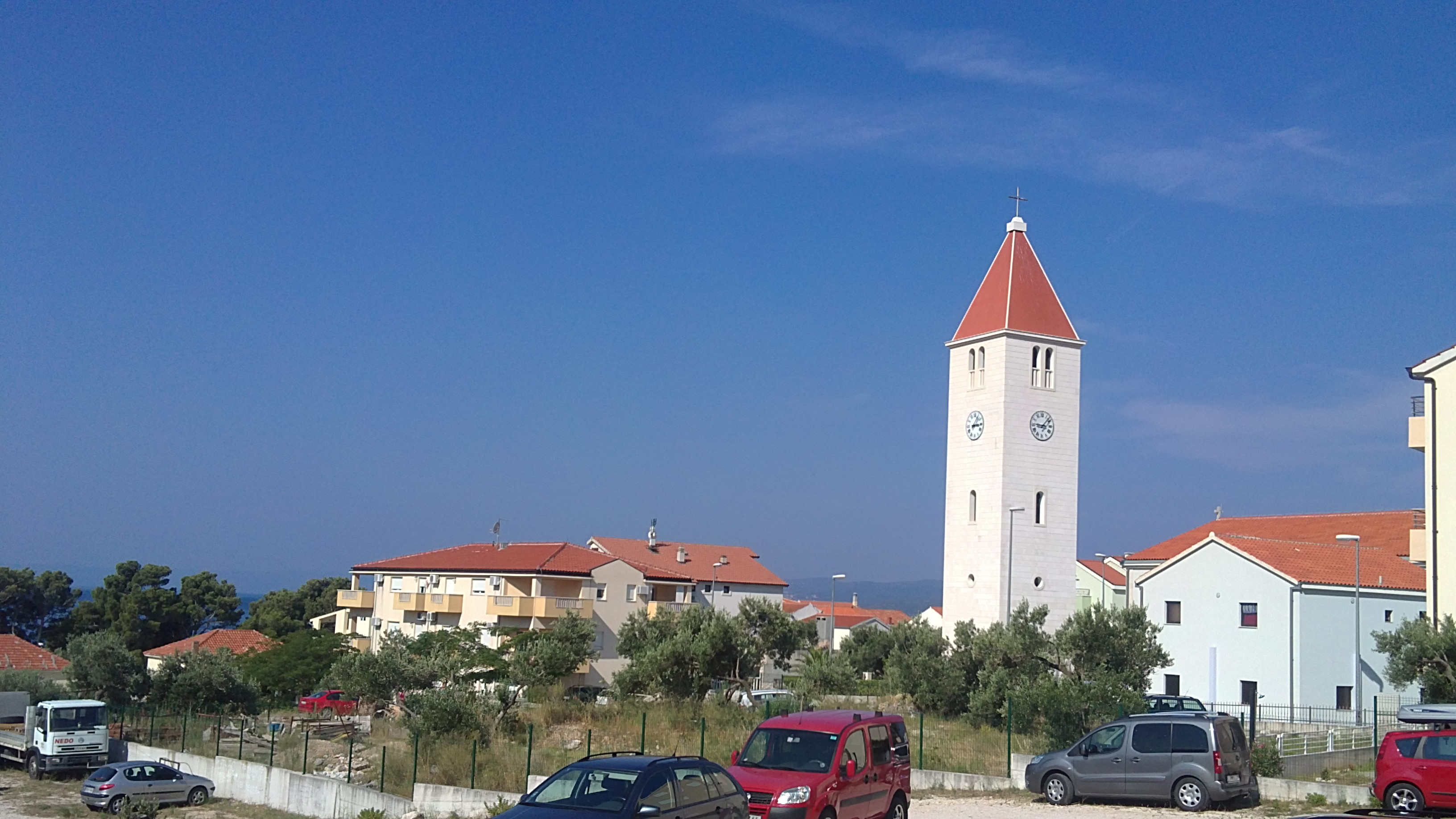
Centrum Promajny
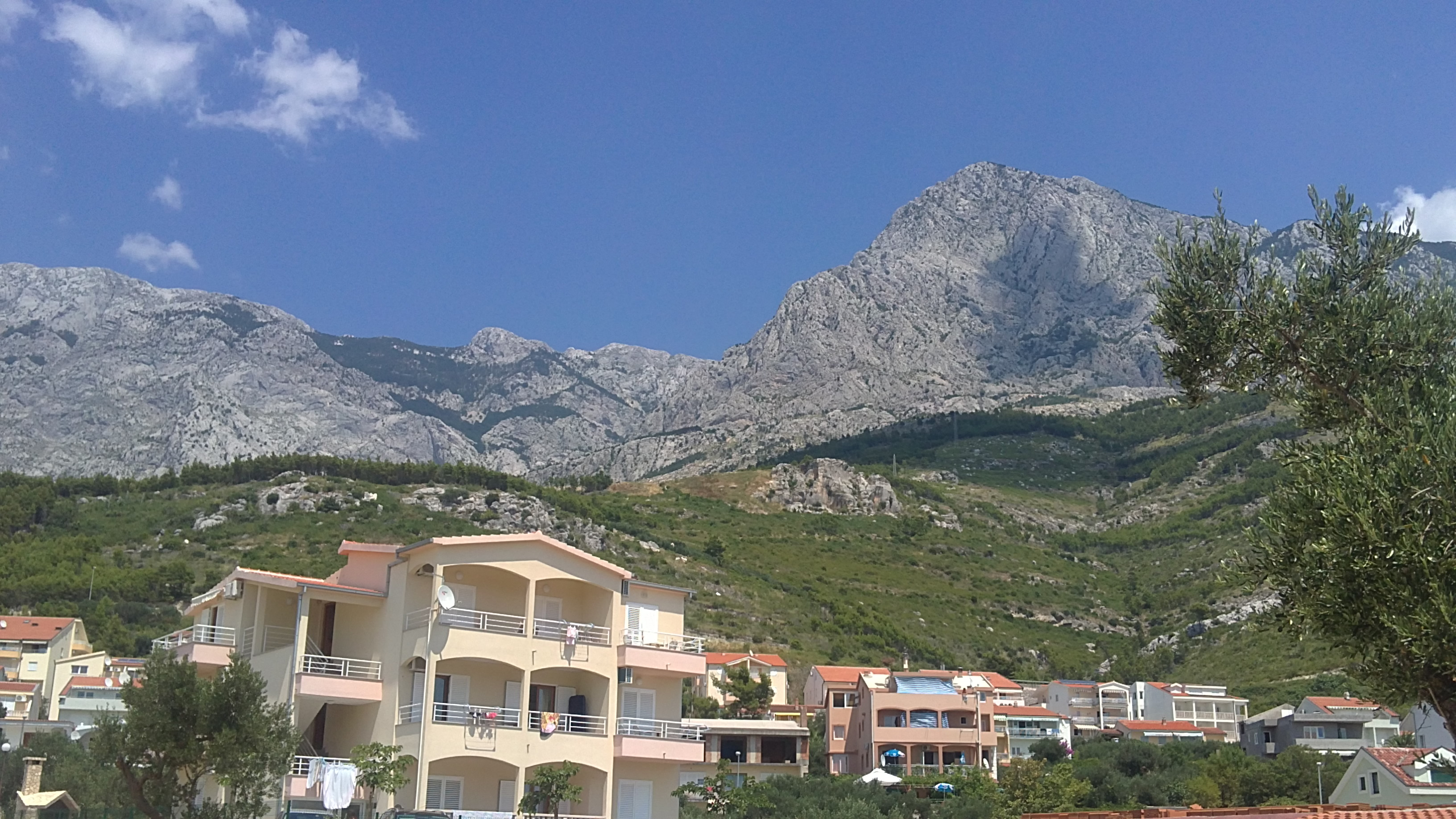
Pohed z pobřeží
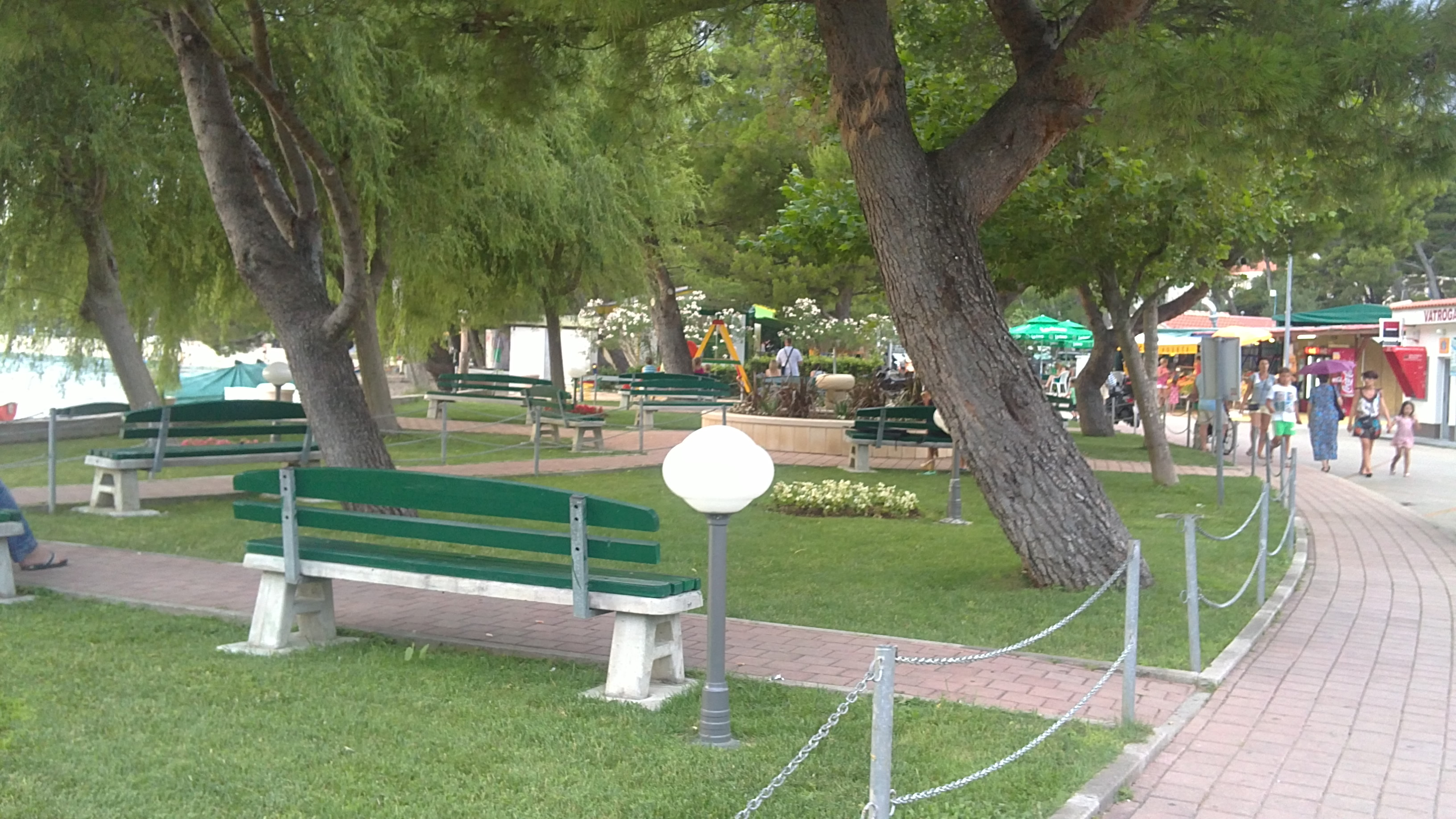
Park v centru